# Trimethylsilylisocyanat
Trimethylsilylisocyanat ist eine chemische Verbindung aus der Gruppe der Isocyanate.

## Gewinnung und Darstellung
Trimethylsilylisocyanat kann durch Reaktion von Trimethylsilylchlorid mit Kaliumcyanat gewonnen werden.
{\displaystyle \mathrm {(CH_{3})_{3}SiCl+KOCN\longrightarrow (CH_{3})_{3}SiNCO+KCl} }
Es kann auch aus dem entsprechenden Methylchlorsilan und Silbercyanat bzw. Bleicyanat  gewonnen werden.

## Eigenschaften
Trimethylsilylisocyanat ist eine farblose Flüssigkeit mit stechendem Geruch, die in Wasser und an feuchter Luft hydrolysiert.

## Verwendung
Trimethylsilylisocyanat wird für die Umsetzung von Isocyanaten zu Carbodiimiden mit Cyclopentadienyl Fe(CO)2 oder -Mn(CO)3-Katalysatoren verwendet. Es wird auch für die Carbamoylierung von aromatischen Kohlenwasserstoffen und Alkoholen eingesetzt.

## Externe Links zu erwähnten Verbindungen
1. ↑  Externe Identifikatoren von bzw. Datenbank-Links zu Bleicyanat:  CAS-Nr.: 13453-58-2, PubChem: 16688329, ChemSpider: 17620324, Wikidata: Q82479140.